# Svetigora (časopis)
Svetigora je časopis Srpske pravoslavne Mitropolije crnogorsko-primorske. Prvi broj je izašao na Božić 1992. godine. Naziv Svetigora je dao mitroplit Amfilohije Radović po imenu potoka Svetigore, iz svog rodnog kraja, koji protiče pored manastira Morača i ulijeva se u rijeku Moraču. Potok Svetigora, na kojem su stoljećima radili manastirski mlin i valjaonice za valjanje sukna, prije ušća u Moraču, preko vapnenake podloge i fluvioglacijalne terase pravi lijepi vodopad, visok 48 m.

## Tematika
Sadrži crkvene besjede, reportaže, poeziju, predavanja, duhovne pouke, kroniku metropolije. Prati prije svega zbivanja u Mеtropoliji crnogorsko-primorskoj, ali i u SPC i svim drugim pomjesnim pravoslavnim crkvama. Ima vrlo zapaženo mjesto u periodici SPC, što kakvoćom izdanja, kao i kakvoćom tekstova, a i svojim kontinuitetom. 

## Urednici
- Radomir Nikčević, od br. 1. – 120. (1992. – 2002.)
- jeromonah (sada biskup slavonski) Jovan (Ćulibrk) od br. 121. – 140. (2002. – 2004.)
- jerođakon Nikodim (Bogosavljević) do br. 169. (2004. – 2006.)
- đakon (sada svećenik) Nikola (Gačević) do br. 182. (2006. – 2008.)
- jeromonah (sada biskup buenosajreski) Kirilo (Bojović) od br. 183. – 272. (2008. – 2018.)
- naslovni biskup dioklijski Metodije Ostojić od br. 273. (listopad 2018.)